# Wysokie (gmina Jastków)
Wysokie – wieś w Polsce położona w województwie lubelskim, w powiecie lubelskim, w gminie Jastków.
W latach 1975–1998 miejscowość należała administracyjnie do województwa lubelskiego.
Wieś stanowi sołectwo gminy Jastków. Według Narodowego Spisu Powszechnego z roku 2011 wieś liczyła 116 mieszkańców.
Wierni Kościoła rzymskokatolickiego należą do parafii Przemienienia Pańskiego w Garbowie.

## Historia
Wieś notowana w początkach XV wieku jako, Wyszoke w roku 1409, Vissoke, Vissokye, Wissoke 1414. Stanowiła własność szlachecką.
W roku 1409 dziedzicami byli Tomek Brzucho i Tomek Litwin. Długosz pisze (1470-80) że było tu wielu dziedziców uprawiających role kmiece (Długosz L.B. t.II s.542).
W latach 1531–1533 pobór płaci szlachta bez kmieci: Jan Górny i Andrzej Wysocki 1 łan, Prokop alias Jan Chmielowski 1/4 łana Wojciech i Sebastian 1/2 łana.